# William Lawes

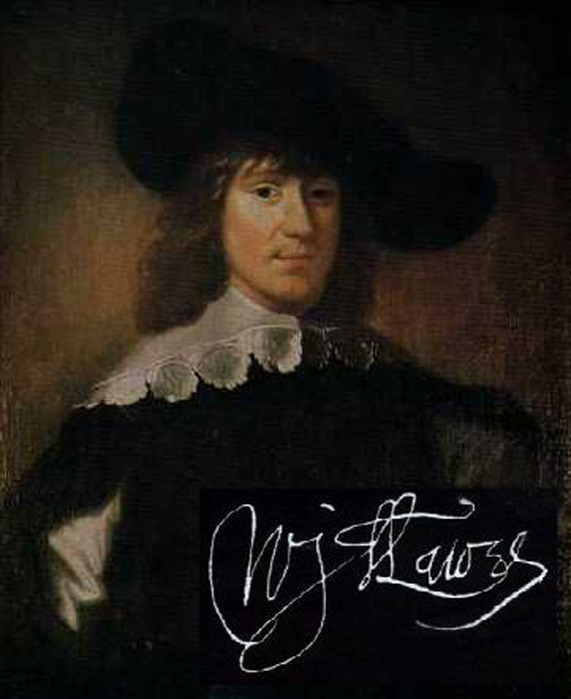
William Lawes

William Lawes (Salisbury, gedoopt op 1 mei 1602 — Chester, 24 september 1645) was een Brits componist.
William Lawes was de jongere broer van liedercomponist Henry Lawes. Hun vader, Thomas Lawes, was afkomstig uit Dinton in Wiltshire. In 1602 werd hij lid van het koor van Salisbury Cathedral, en in dat jaar werd William geboren. Vermoedelijk kwam de jonge William in zijn jeugd ook bij dit koor; de familie stond erom bekend dat ze goede zangstemmen had. We weten uit een verslag van William Fuller dat hij als knaap een zeer grote voorliefde voor de muziek had. Zijn talent werd snel herkend, en dankzij de earl van Hartford kon hij in de leer gaan bij John Coprario, een hoog aangeschreven componist uit die tijd, die vermaard was om zijn fantasia's voor viola da gamba. Coprario's leerboek Rules How to Compose was misschien zelfs speciaal voor Lawes bedoeld.
Hij werd een uitverkorene van Koning Karel I van Engeland, die een studiegenoot van hem was; in 1634 werkte hij mee aan The Triumph of Peace, een groots opgezette masque die aan het koninklijk hof werd uitgevoerd. Waarschijnlijk musiceerde hij dikwijls samen met de koning. In 1635 werd hij officieel tot componist aan het hof benoemd, maar ook daarvóór moet hij al veel muziek voor koninklijke gelegenheden gecomponeerd hebben.
Lawes was een beschermeling van de koning, en als trouw monarchist volgde hij zijn broodheer op al diens militaire campagnes. Tijdens het beleg van Chester in 1645, in de Engelse Burgeroorlog, reed hij tezamen met de vorst de stad binnen, waar ze veronderstelden het koninklijke garnizoen bevrijd te hebben. Op 24 september vond een veldslag tegen de Roundheads plaats, en het zag ernaar uit dat de royalisten zouden winnen. Eensklaps werden de republikeinen echter versterkt, en terwijl de troepen van Karel, in de valse veronderstelling gewonnen te hebben, de aftocht bliezen, werd William Lawes door de Roundheads doodgeschoten. Het nieuws van zijn overlijden bedroefde de koning ten diepste.
In tegenstelling tot zijn broer Henry, die de belangrijkste Engelse liedercomponist van het midden van de 17de eeuw was, componeerde William, naast liederen, vooral instrumentale muziek. Tot zijn uitgebreide nalatenschap behoort een reeks consort suites, een soort sonates, hoewel dit woord in Engeland nog niet in gebruik was. De muziek was erop gericht door het grote publiek thuis gespeeld te kunnen worden, en is qua structuur dus relatief eenvoudig. De werken hebben een opbouw uit afzonderlijke, duidelijk onderscheiden delen, naar Italiaans model. Italiaanse muziek was sterk in de mode, en de suites bevatten dan ook bijvoorbeeld corranti en sarabandes, afgewisseld met traditioneel-Engelse fantasia's. Ze zijn veelal georkestreerd voor viola's, luiten en teorben, en munten uit in harmonische elegantie.
In later tijden werd de muziek van William Lawes beter geacht dan die van zijn broer Henry, ofschoon beiden hun verdiensten hadden; één lied van William, 'Gather ye rosebuds while ye may', op tekst van Robert Herrick, is zeer bekend geworden. Hij produceerde eveneens een groot aantal dansmelodietjes en drinkliederen, waarvan er vele door John Playford uitgegeven werden en een breed publiek bereikten; dit heeft zijn populariteit in de hand gewerkt. William Lawes' muziek is tot lang na zijn dood geprezen als behorend tot de beste Engelse barokmuziek.
- Bibsys: 90571907
- Biblioteca Nacional de España: XX1462585
- Bibliothèque nationale de France: cb138964142 (data)
- CiNii: DA07046597
- Gemeinsame Normdatei: 119490781
- International Standard Name Identifier: 0000 0001 2102 1474
- Library of Congress Control Number: n80089686
- Nationale Bibliotheek van Letland: 000047408
- MusicBrainz: 0f583791-1031-4f57-917e-f4e6a2374c7a
- Bibliotheek van het Japanse parlement: 01038636
- Nationale Bibliotheek van Tsjechië: xx0062681
- Nationale Bibliotheek van Israël: 987007282693405171
- Nederlandse Thesaurus van Auteursnamen: 068157266
- Istituto Centrale per il Catalogo Unico: TO0V039546
- SNAC: w67d38w7
- Système universitaire de documentation: 077907078
- Trove: 931632
- Virtual International Authority File: 69115980
- WorldCat: E39PBJxCybHhFk8yJwBKBggR8C